# Taigh Chearsabhagh

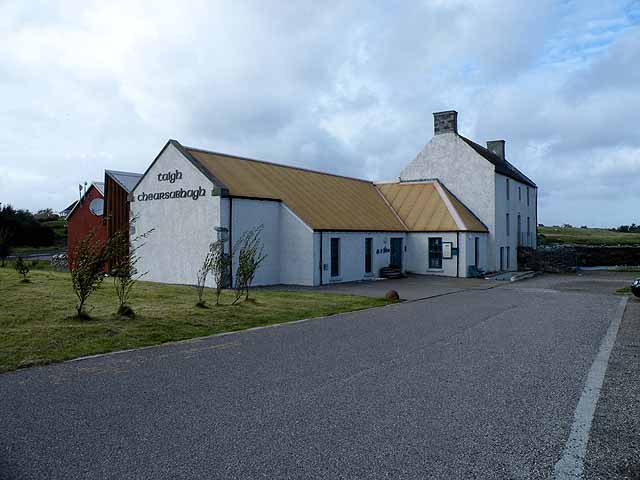
Taigh Chearsabhagh

Taigh Chearsabhagh ist ein Gebäude auf der schottischen Hebrideninsel North Uist, das heute als Museum und Kunstzentrum genutzt wird. 1971 wurde das Gebäude in die schottischen Denkmallisten in der Kategorie C aufgenommen.

## Geschichte
Das Gebäude wurde im Jahre 1741 errichtet. Bauherr war der Händler Neil MacLean, der es am Standort eines älteren Salzhauses erbauen ließ. Aus der Karte des Topographen Robert Reid aus dem Jahre 1799 ist ersichtlich, dass Taigh Chearsabhagh zu dieser Zeit neben dem Innkeeper’s Park das einzige Gebäude am Standort des heutigen Lochmaddy, dem Hauptort der Insel, war. In der Nähe des Alten Hafens gelegen, diente es zunächst als Bewirtungsbetrieb, außerdem als Schutzhaus, Handelsplatz und Hotel. 1802 war dort außerdem die Poststelle North Uists eingerichtet. Nach Errichtung des neuen Schiffsanlegers wurde Taigh Chearsabhagh zunächst zu einem Wohnhaus, dann zu einer Werkstatt umgenutzt. Der Taigh Chearsabhagh Trust ließ das leerstehende Gebäude Mitte der 1990er Jahre restaurieren und erweitern. Es dient seitdem als Museum und Kunstzentrum. Im Jahre 2000 wurde abermals eine Erweiterung ergänzt.

## Beschreibung
Taigh Chearsabhagh steht am Südrand von Lochmaddy an der Zufahrt zum Schiffsanleger. Die ostexponierte Hauptfassade des zweigeschossigen Gebäudes mit Tiefparterre ist drei Achsen weit. Seine Fassaden sind mit Harl verputzt. Mittig führt eine Freitreppe zur zentralen Eingangstür. Das Sprossenfenster oberhalb der Türe ist kleiner dimensioniert als die übrigen Fenster. Das abschließende Satteldach ist mit Schiefer eingedeckt und mit giebelständigen Kaminen ausgeführt. Neben den neueren Anbauten, zählen ein abgetrennter Speicher und eine Anlegestelle zu Taigh Chearsabhagh.